# Alfons Benedikter
Alfons Benedikter (14 de março de 1918 - 3 de novembro de 2010) foi um político austríaco.